# 滴丸剂
滴丸剂（英語：dripping pill）是固体分散体制剂的一种，系指将固体或液体药物与基质混匀加热融化後，滴入不相溶的冷却剂中，收缩冷凝成丸的一种速效制剂。
所谓固体分散体就是将一种难溶性药物以分子态、胶态、微晶或无定型态，分散在另一种水溶性材料中成固体分散体，可以改善难溶性药物的吸收，提高生物利用度，改善药代动力学性质。
构成滴丸剂的主要成分是基质和药物，在生产过程中还会用到冷凝剂。
基质根据其性质可分为水溶性与非水溶性两大类，相应的冷凝液分为油性冷却剂和水性冷却剂两类。当使用的基质为水溶性基质时冷却剂须选用油性冷凝剂常用的油性冷却剂为石蜡油，当基质为非水溶性基质时常选用廉价易得的水作为冷却剂。选择的基质不同滴丸的药物代谢动力学性质也不同。
滴丸的理论丸重与原料表面张力系数、滴嘴半径正相关，实际丸重一般为理论重的60%，实际丸重与滴速呈反相关。滴丸的质量控制包括丸重差异、圆整度等内容。